# Palazzo Milzetti
Palazzo Milzetti è un edificio storico, oggi Museo Nazionale dell'età neoclassica in Romagna, situato a Faenza, in provincia di Ravenna.
Dal dicembre 2014 il Ministero per i beni e le attività culturali lo gestisce tramite il Polo museale dell'Emilia-Romagna, nel dicembre 2019 divenuto Direzione regionale Musei.

## Storia e descrizione

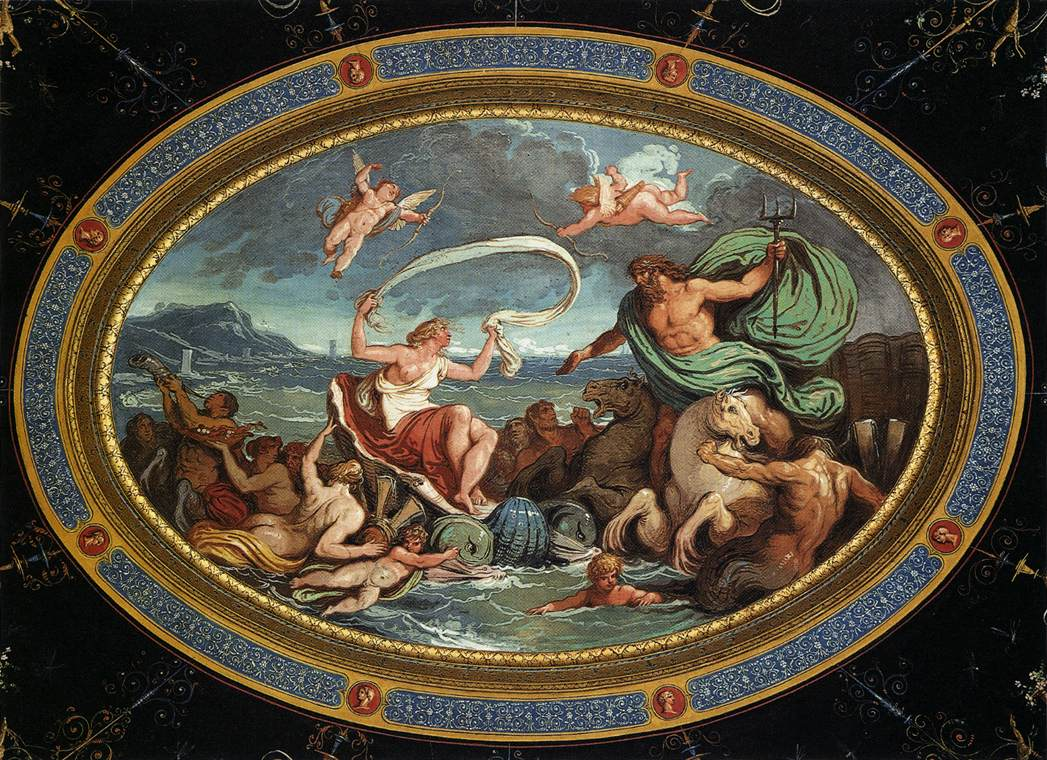
Il matrimonio di Nettuno e Anfitrite, antibagno "all'uso delle Terme di Tito"

Il faentino conte Nicola Milzetti affidò nel 1792 all'architetto Giuseppe Pistocchi l'incarico di costruire un palazzo, unificando le antiche case di famiglia che erano state danneggiate dal forte sisma del 1781. L'intervento del Pistocchi riguardò la facciata, ornata da un bugnato manierista che incornicia le finestre, e le principali strutture del palazzo. I fregi sopra le finestre del piano nobile, che riprendono l'alternanza di metope e triglifi dell'ordine dorico, concorrono a movimentare la facciata insieme a cornici e a balaustre. 
Pistocchi aveva appena iniziato la sistemazione degli interni quando, nel 1796, venne arrestato e incarcerato a San Leo come giacobino. Dopo la morte del conte Nicola, il figlio conte Francesco Milzetti, napoleonico Cavaliere della Corona Ferrea e Colonnello comandante la 4ª compagnia della Guardia d'onore del Viceré d’Italia, nel 1799 incaricò per la ripresa dei lavori l'architetto Giovanni Antonio Antolini, che era già al lavoro in altri palazzi faentini sotto la protezione dei conti Laderchi. L'Antolini progettò il completamento dello scalone e l'ampio salone ottagonale al piano nobile, il "Tempio di Apollo", aprendo la grande serliana sul giardino (1800-1801). 
Nel 1802 iniziò la decorazione degli interni ad opera di Felice Giani e della sua organizzata bottega guidata da Gaetano Bertolani. La realizzazione degli stucchi fu affidata ai plasticatori Francesco e Giovan Battista Ballanti Graziani e ad Antonio Trentanove. 

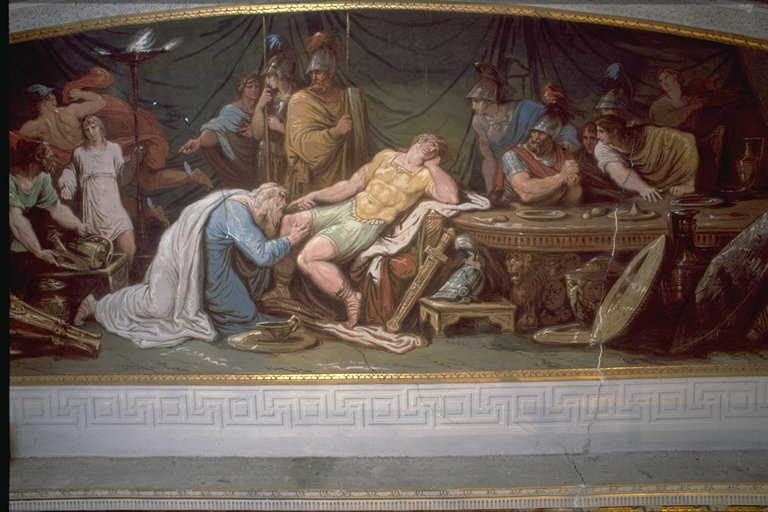
Priamo chiede la restituzione del corpo di Ettore, Palazzo Milzetti

La decorazione del palazzo si protrasse dal 1802 al 1805 e si trattò di un'impresa grandiosa. Le pitture e gli stucchi infatti, attraverso raffinati riferimenti mitologici e storici, rimandano alla funzione specifica di ciascun ambiente e caratterizzano ogni sala come nucleo a sé stante, frutto di una progettazione tutta incentrata sull'unità delle arti. Gli ornamenti inoltre, basati su colte rielaborazioni delle grottesche antiche e rinascimentali e realizzati a tempera su muro, si armonizzano con le partiture architettoniche esistenti incorporando porte e finestre e hanno mantenuto l'intatta brillantezza d'origine.
Ma già nel 1808 Francesco Milzetti dovette vendere l'amata residenza per gravi dissesti finanziari. Il palazzo venne comprato da Pasquale Papiani di Modigliana, che a sua volta lo rivendette nel 1814 a Domenico Ugolini. Nel 1817 passò ai conti Ercole e Giuseppe Rondinini. Ai conti Rondinini si deve il completamento tra il 1830 e il 1851 dell'ala occidentale dell'edificio, degli arredi e la realizzazione del vasto giardino con la "capanna rustica", decorata a trompe l'œil da Romolo Liverani. Alla morte del conte Giuseppe, il palazzo passò alla sorella Faustina, sposata col conte Luigi Magnaguti di Mantova e fu poi ereditato dai figli Ercole, Antonio e Luigi. Nel 1934 il palazzo finì all'asta e se l'aggiudicò l'avvocato Giovanni Bolognesi, che lo rivendette allo Stato il 26 giugno 1973. Dopo i primi restauri, nel 1979 fu aperto al pubblico e dal 2001 è sede del Museo dell'Età Neoclassica in Romagna. 
Antonio Paolucci ha così scritto in occasione della mostra tenuta a Faenza, Palazzo Milzetti, dal 15 marzo al 21 giugno 2009: «Non troverete né a Vienna né a San Pietroburgo e neppure a Parigi un edificio paragonabile per raffinatezza, per eleganza, per gusto incantevole del decoro interno, all'edificio che l'architetto Pistocchi edificò e Felice Giani affrescò fra il 1802 e il 1805 per il conte Francesco Milzetti».

Foto di Paolo Monti, 1979-1980
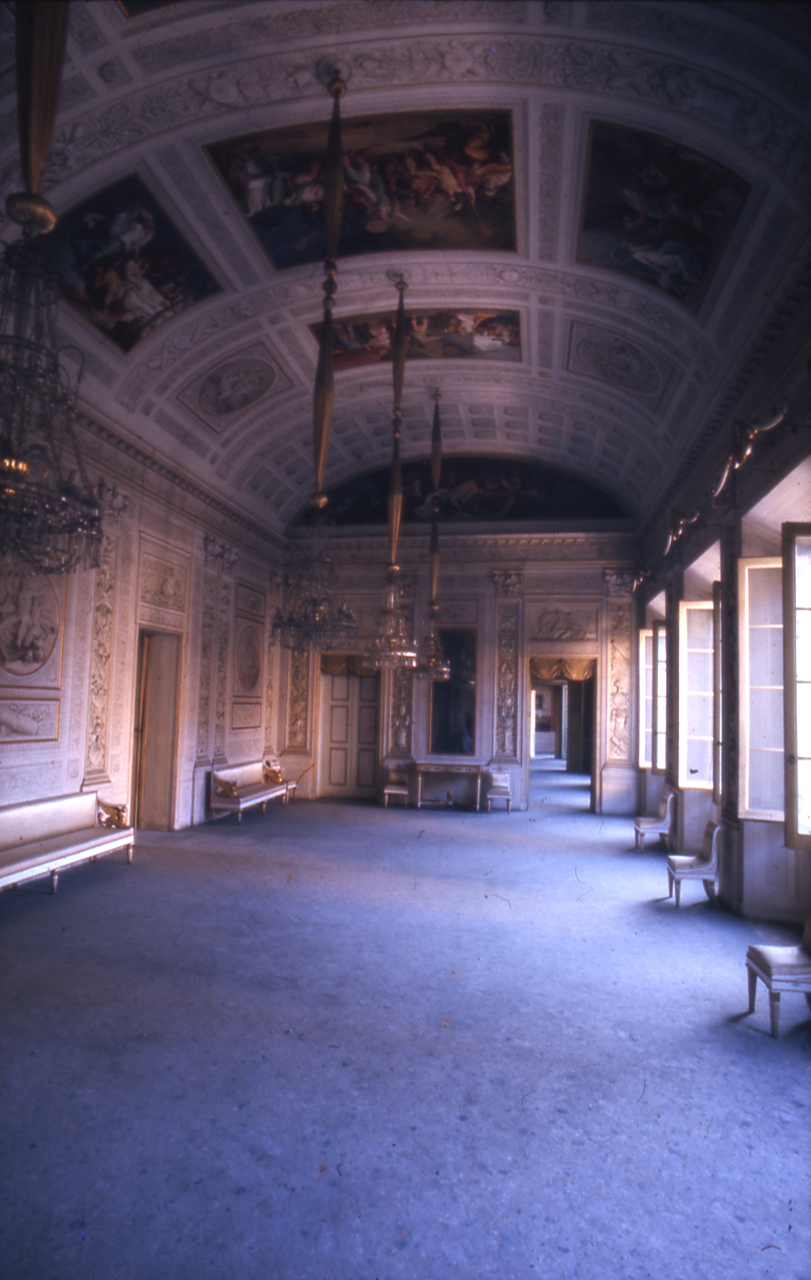
Galleria di Achille
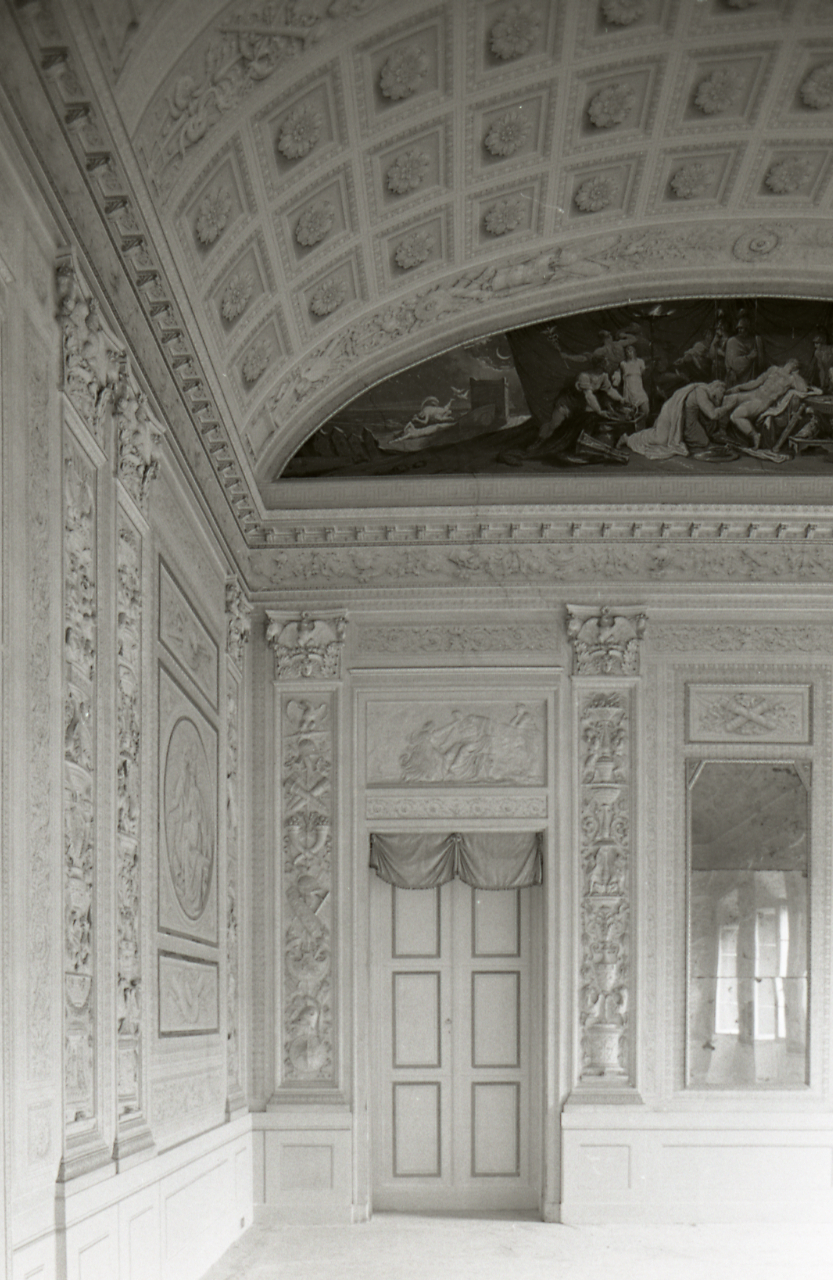
Galleria di Achille, particolare
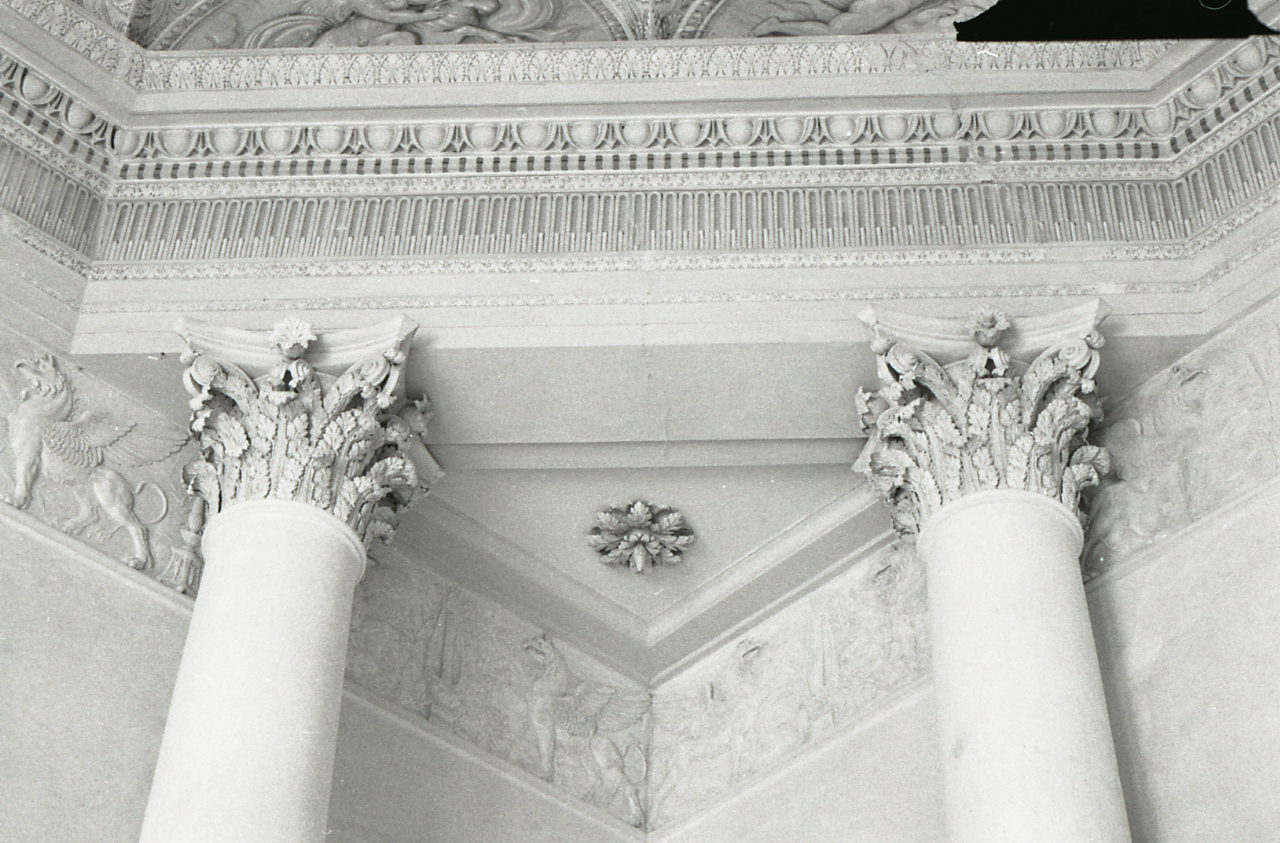
Tempio di Apollo, particolare
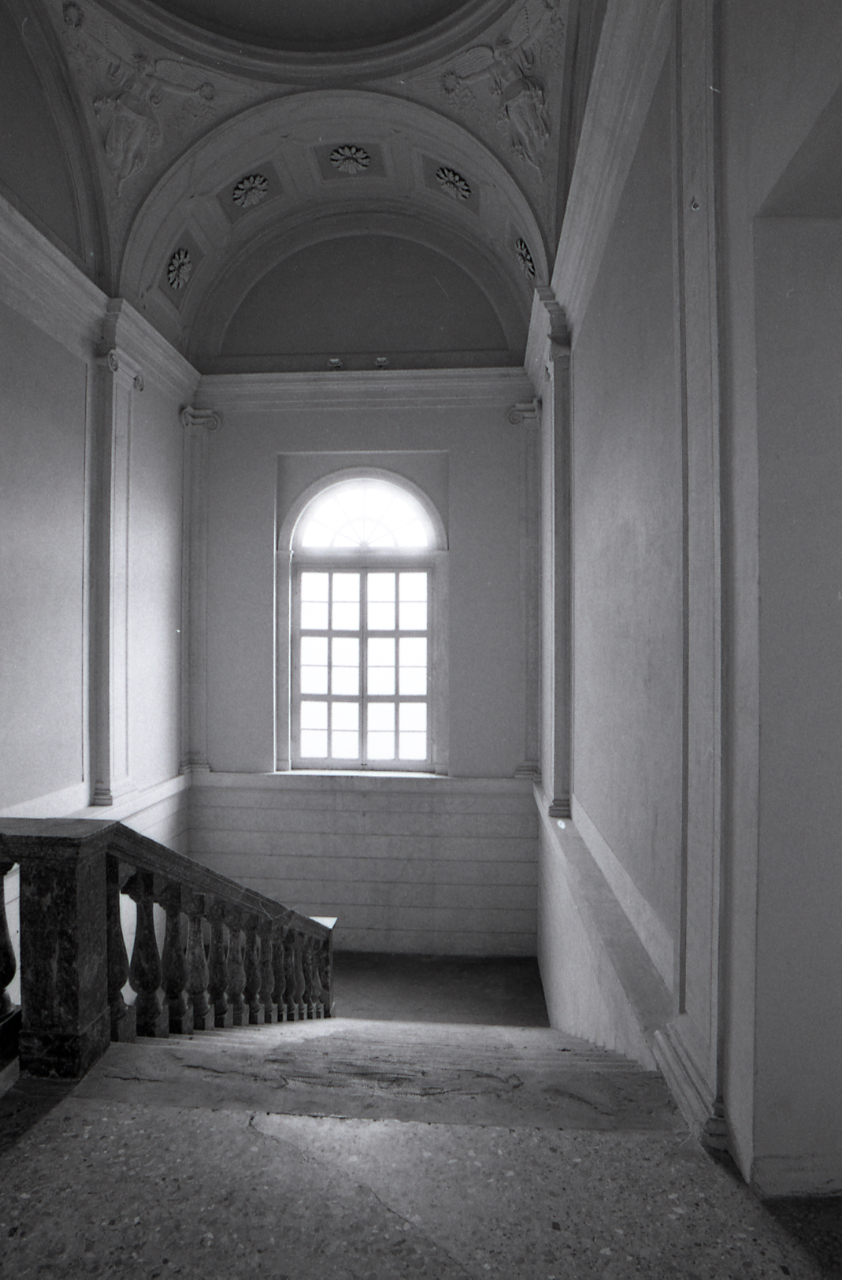
Scalone
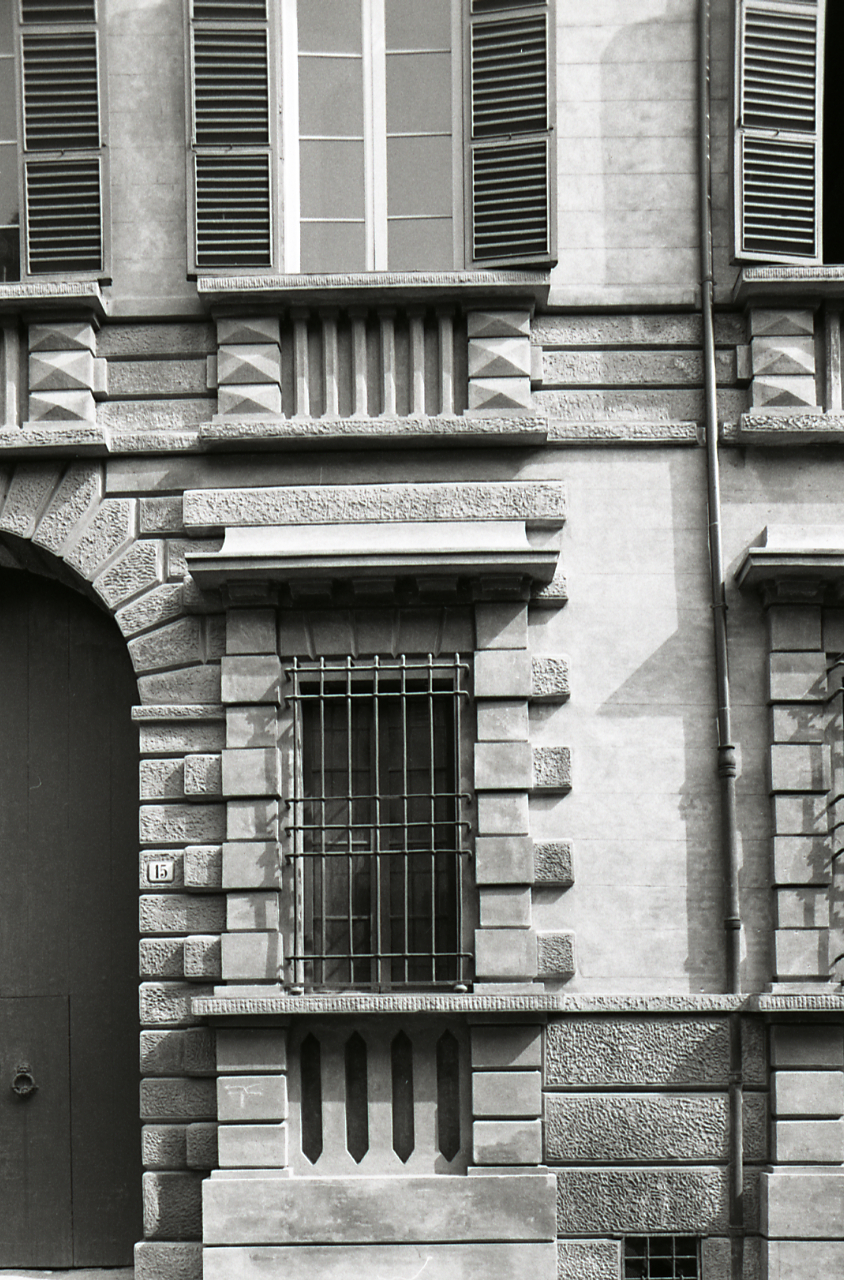
Particolare della facciata